# Bilozirea, raionul Cerkasî, regiunea Cerkasî
Bilozirea (în ucraineană Білозір'я) este o comună în raionul Cerkasî, regiunea Cerkasî, Ucraina, formată numai din satul de reședință.

## Demografie
Componența lingvistică a comunei Bilozirea
     Ucraineană (99,18%)
     Alte limbi (0,69%)
Conform recensământului din 2001, majoritatea populației comunei Bilozirea era vorbitoare de ucraineană (99,18%), existând în minoritate și vorbitori de alte limbi.

## Legături externe
- pl Białozierze în Dicționarul geografic al Regatului Poloniei și al altor țări slave, volum I (Aa — Dereneczna) anul 1880

- pl Białozierze, miasteczko nad jeziorem Białem în Dicționarul geografic al Regatului Poloniei și al altor țări slave, volum XV, p. 1 (Abablewo — Januszowo) 1900